# Circe ofreciendo la copa a Odiseo
Circe ofreciendo la copa a Odiseo (en el original inglés, Circe Offering the Cup to Odysseus) es una pintura al óleo de estilo prerrafaelita de John William Waterhouse completada en 1891.

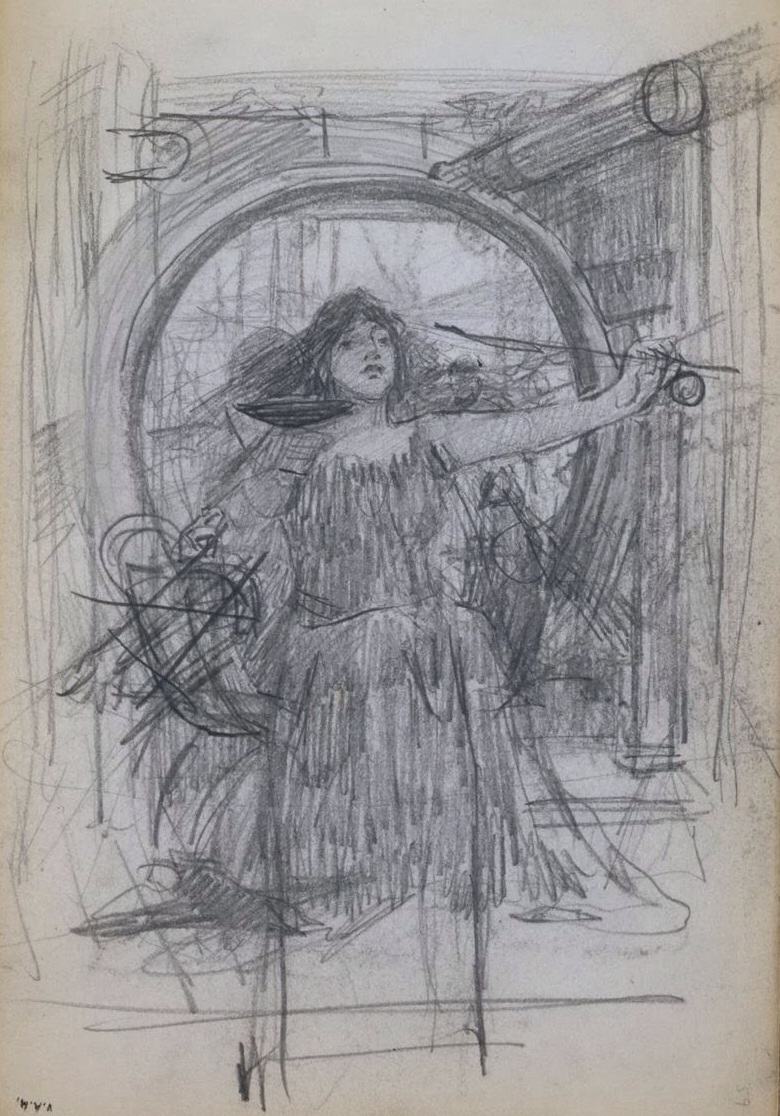
Estudio para Circe ofreciendo la copa a Odiseo.

Fue la primera pintura de Waterhouse basada en obras clásicas de la antigüedad. Después de esta obra, continuó utilizando más escenas de obras clásicas en sus pinturas. 
La pintura representa una escena de la Odisea de Homero, cuando los 23 marineros enviados a explorar la isla de Eea se encuentran embrujados y bajo el control de la hechicera Circe que le ofrece a Odiseo (llamado Ulises por los romanos) una copa que contiene una poción con la que busca que esté bajo su hechizo, lo mismo que tiene a su tripulación.
Puede verse a Odiseo en el espejo que está representado detrás del trono de Circe, así como las columnas de su palacio y el barco de Odiseo. Uno de los tripulantes de Odiseo, mágicamente transformado en un cerdo, puede contemplarse a los pies de Circe.
Se reflejan las columnas del palacio de Circe, y el barco de Ulises.
Odiseo, intrépido y preocupado por sus marineros, intenta salvarlos y en el camino Hermes (el mensajero de los inmortales) lo intercepta y le cuenta de las intenciones de Circe, aconsejándole que encuentre una planta especial que lo mantenga alejado de los efectos de las bebidas de Circe. Después de que Odiseo tuviera la planta pudo resistirse a los efectos malignos de la poción de Circe. Así cuando la hechicera pensaba que había surtido el efecto de su bebida, fue a tocar a Odiseo con su varita para completar el proceso de transformación y entonces, Odiseo amenazó con su espada a Circe, quien inmediatamente se rindió, y devolvió a sus marineros a la forma humana.